# Tolláni
Tolláni jsou fiktivní, velice vyspělou mimozemskou rasou ze sci-fi světa Hvězdné brány. Jsou vyspělejší než pozemšťané. Jsou to pacifisté nyní žijící na planetě Tollána. Byli ovládáni Goa'uldy jen několik desítek let, díky čemuž se mohli stovky let nerušeně rozvíjet a dosáhli tak neuvěřitelného technologického pokroku. Jejich původní planeta Tollán však byla zničena mohutnou přírodní katastrofou, proto znovu vybudovali svou civilizaci na jiné, kterou pojmenovali Tollána.

## Historie Tollánů

### Zničení Tollánu
Tolláni v minulosti poskytli své technologie méně technologicky vyspělým obyvatelům sousední planety Serita. Ti je však zneužili, začali vyrábět obrovské množství energie k válčení, což mělo za následek explozi jejich planety a změnu oběžné dráhy tollánské planety, která se později stala neobyvatelnou. Většina Tollánů se evakuovala ve vesmírných lodích. Malá skupinka to však nestihla. Právě tyto Tollány potkal tým SG-1 a přivedl je na Zemi. Byli však k lidem nedůvěřiví a jejich vůdce Omoc důrazně požadoval jejich "propuštění z pozemského zajetí". Proto je SGC zkontaktovalo s Noxy, kteří jim poskytli dočasný domov.

### Osídlení Tollány
Tolláni se svými vesmírnými loděmi přesunuli na neosídlenou planetu, kterou pojmenovali Tollána. Protože planeta neměla ani hvězdnou bránu, Tolláni si ji tam vytvořili sami (je tenčí a ze světlejšího materiálu než antické brány). Tolláni na planetě vystavěli ultramoderní město, které bylo chráněno iontovými kanóny zprvu schopnými zničit i Goa'uldský Ha'tak.

### Zničení Tollány
Teal'c poznamenal, že Tolláni kvůli své technologické vyspělosti "neuvažují strategicky". Měl na mysli to, že jejich planeta byla chráněna pouze iontovými kanóny a po jejich vyřazení by byla úplně bezbranná (na planetě nebyly žádné jiné zbraně). V devátém dílů páté řady Mezi dvěma ohni Narim odhalil, že jeho vláda spolupracuje s Goa'uldy na výrobě ničivých bomb založených na tollánských technologiích a které měly být vyzkoušeny na Zemi. Chtěl Zemi zachránit, ale v tom Tollánu napadli Goa'uldi vedení Tanithem s loděmi vybavenými iontovým kanónům odolnými štíty, vyvinutými Goa'uldem Anubisem na základě antických vědomostí. Tollána byla naprosto bezbranná a pravděpodobně byla zničena, neboť poslední spojení s Narimem, který líčí devastaci planety, bylo přerušeno výbuchem. SGC pak s planetou již nepodařilo navázat spojení.

## Technologie
Tollánské technologie se zakládají na triniu a jsou o mnoho vyspělejší než pozemské. Jsou však nevojenské či vojenské pro obranu (to se netýká Tanithem vynucené výroby bomby proti Zemi). Po zkušenostech s poskytováním technologií "primitivnějším" rasám (zničení původní domovské planety) nejsou ochotni je s kýmkoli sdílet, i kdyby to byl spojenec a i kdyby je nemohl nijak zneužít.

## Postavy Tollánů v seriálu Stargate SG-1
- Narim, představovaný v seriálu hercem Garwinem Sanfordem, je Tollán, který začal lidem na Zemi důvěřovat poté, co jeho a skupinu dalších Tollánů zachránili v 16. díle první řady Záhada. Zamiloval se do majora Carterové a své city k ní vyjádřil v 15. díle třetí řady Záminka, přestože mu již dříve řekla, že ona vztah nehledá. Po smrti tollánského vůdce Omoca v 9. díle páté řady Mezi dvěma ohni odhalil kolaboraci tollánské vlády s Goa'uldy (protože obranné systémy planety nebyly funkční proti novým štítům goa'uldských lodí a planeta tak byla naprosto bezbranná). Když Goa'uldi zaútočili na Tollánu, Narim odvedl SG-1 k bráně a sám zůstal na planetě, aby pomohl v boji. Pak ještě poslal zprávu o špatném vývoji boje a již se ani on, ani žádný jiný Tollán Zemi neozval.
- Travell, představovaná v seriálu herečkou Marií Stillin, je tollánská kancléřka a členka Curie (tollánský nejvyšší řídící orgán). Poprvé se objevila 15. epizodě třetí řady Záminka, když předsedala soudu mezi Goa'uldem Klorelem a jeho hostitelem Skaarou o právo na užívání Skaarova těla (vyhrál Skaara a Goa'uld byl z jeho těla vyjmut). V 18. díle třetí řady Odstíny šedi se Travell účastnila tajné operace SGC na odhalení agentů NID jako zlodějů technologií. Při svém posledním objevení v 9. díle páté řady Mezi dvěma ohni Travell nabídla SGC technologii iontových kanónů (později se ukázalo, že to bylo vynuceno Goa'uldem Tanithem, který vydíral Curii zničením tollánské civilizace - zjistil totiž, iontové kanóny nejsou účinné proti novým štítům goa'uldských lodí, a bez iontových kanónů byla Tollána úplně bezbranná).
- Omoc, ztvárněný hercem Tobinem Bellem. Byl jeden z nejmoudřejších Tollánů a člen Tollánské Curie. V epizodě Záhada byl jedním ze zachráněných Tollánů. V epizodě Mezi dvěma ohni byl zavražděn.